# 엑스게이트
엑스게이트(AXGate)는 대한민국의 보안 솔루션 기업이다.

## 역사
2010년에 ㈜이지스랩로 설립하여 2012년 현재의 사명으로 변경하였다.
2023년 3월에 대신밸런스제10호기업인수목적회사와 합병을 통해 코스닥 시장에 상장하였다.

## 같이 보기
- 가비아